# Carmine Gori-Merosi
Carmine Gori-Merosi (Subiaco, 15 febbraio 1810 – Roma, 15 settembre 1886) è stato un cardinale italiano.

## Biografia
Nacque a Subiaco il 15 febbraio 1810 da Giuseppe Gori, nobile sublacense imparentato per linea materna con la famiglia Giustiniani, e dalla moglie Maria Benedetta Merosi.
Il 30 marzo 1882 papa Leone XIII lo nominò segretario della Sacra Congregazione Concistoriale.
Lo stesso pontefice lo elevò al rango di cardinale nel concistoro del 10 novembre 1884 e il 13 novembre gli assegnò la diaconia di Santa Maria ad Martyres. Il 2 dicembre lo nominò abate di Subiaco.
Morì il 15 settembre 1886 all'età di 76 anni.